# 伯齒龍
伯齒龍（學名︰"Beelemodon"）是恐龍的一屬，有可能屬於虛骨龍類。伯齒龍的化石是一個部份身體骨骼，發現於美國科羅拉多州，生存年代為侏羅紀晚期。伯齒龍的名字是在1997年首次出現，是由古生物學家羅伯特·巴克（Robert T. Bakker）在自然科學學院的研討會上提到這個名稱。除非伯齒龍被正式描述，否則此名稱依然是無資格名稱。

## 外部連結
- "Beelemodon" @ DinoRuss site（页面存档备份，存于）